# Kot (jezioro)
Kot – jezioro położone w województwie warmińsko-mazurskim, w powiecie mrągowskim, w gminie Mrągowo, ok. 3 km na północ od Mrągowa. Przy jego zachodnim brzegu biegnie droga wojewódzka nr 591 z Mrągowa do Kętrzyna.
Powierzchnia jeziora wynosi 45 ha, długość 1,2 km, a szerokość 510 m. Maksymalna głębokość 21 m. Słabo rozwinięta linia brzegowa. Do jeziora dopływaja wody z jezior Salęt i Czarnego, a odpływaj do jeziora Juno. Występujące gatunki ryb to m.in.: okoń, szczupak, sandacz, płoć i leszcz.